# Christopher Latham Sholes

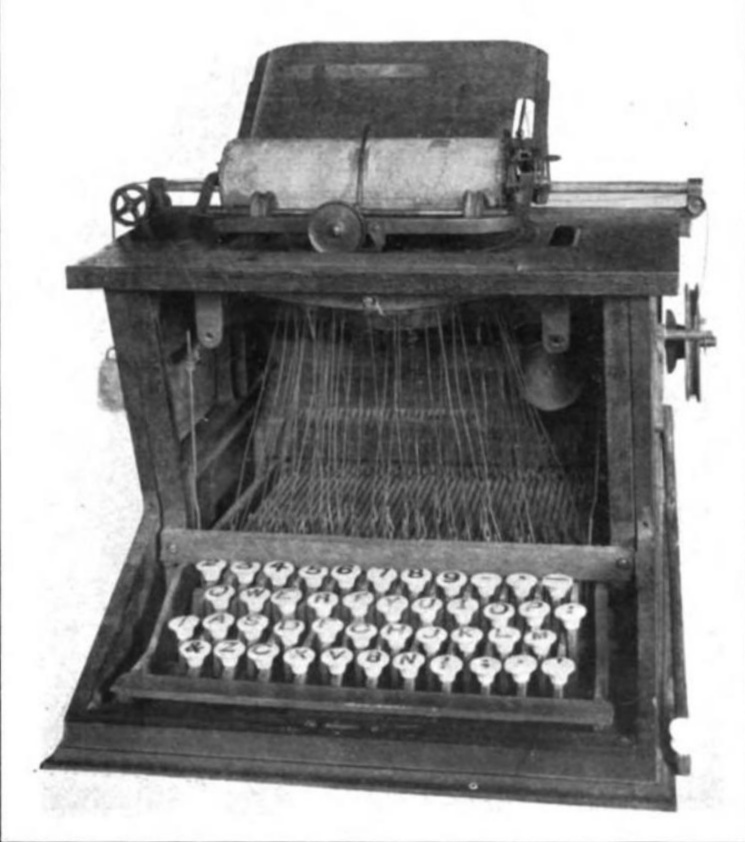
Maszyna do pisania Sholesa

Christopher Latham Sholes (ur. 14 lutego 1819, zm. 17 lutego 1890) – amerykański dziennikarz i wynalazca. Jeden z twórców maszyny do pisania.

## Życiorys
Christopher Latham Sholes urodził się 14 lutego 1819 roku w okolicy Mooresburga. Po ukończeniu edukacji Sholes pracował jako drukarz, a po czterech latach wyemigrował z rodzicami do Wisconsin, gdzie wkrótce zaczął pracować jako drukarz, a potem redaktor w prowadzonym przez brata Wisconsin Enquirer. W 1841 roku ożenił się i przeniósł się do Southport (obecnie Kenosha) i na kilka lat podjął pracę redaktora w gazecie Southport Telegraph. W latach 50. dostał się do stanowego kongresu. W 1860 roku przeniósł się do Milwaukee i został redaktorem Milwaukee News, a później Milwaukee Sentinel. Następnie podjął pracę w administracji państwowej w porcie w Milwaukee.
W wolnym czasie Sholes zajmował się konstruowaniem nowych urządzeń, opracował m.in. maszynę do mechanicznego adresowania gazet, po czym wraz z przyjacielem Samuelem W. Soulé otrzymali w 1864 roku patent na maszynę do numerowania stron w książkach. Pracujący w tym samym warsztacie mechanik Carlos S. Glidden zasugerował im, by przebudowali urządzenie na maszynę do pisania. Sholes, Glidden i Soulé otrzymali patent na maszynę do pisania 23 czerwca 1868 roku. Przez kolejne pięć lat Sholes opracował kolejne przeróbki, które dały jeszcze dwa patenty. Z powodu problemów ze sfinansowaniem produkcji wynalazku, Sholes poszukiwał zewnętrznych źródeł finansowania. W międzyczasie Soulé i Glidden zrzekli się swoich praw patentowych. Ostatecznie Sholes sprzedał patent w 1873 roku za 12 000 dolarów firmie Remington Arms Company. Sam Sholes do końca życia próbował ulepszać swój wynalazek, pomimo słabego zdrowia w ostatnich latach przed śmiercią. Opracowane z pomocą dwóch synów ulepszenia przekazywał firmie Remington. Ostatni patent Sholes otrzymał w 1878 roku.
Sholes stworzył układ klawiszy na maszynie do pisania znany jako QWERTY, który obecnie używany jest w klawiaturze komputerowej. Ten układ klawiszy powstał, by zapobiegać sytuacji, gdy przy szybkim pisaniu dwa ramiona z czcionkami zachodziły na siebie. Scholes zaprojektował układ, który rozdzielał najczęściej występujące w języku angielskim pary znaków.
W 1881 roku zachorował na gruźlicę i zmarł dziewięć lat później, 17 lutego 1890 roku w Milwaukee.